# 四人の復讐
『四人の復讐』（よにんのふくしゅう、Four Men and a Prayer）は、1938年のアメリカ合衆国のサスペンス映画。監督はジョン・フォード、出演はロレッタ・ヤングとリチャード・グリーンなど。不名誉除隊処分を受けた上に何者かに殺された元英軍将校の父の汚名をそそぐために4人の息子が活躍する姿を描いた娯楽活劇。原作はデヴィッド・ガースの1937年の小説『Four Men and a Prayer』。

## ストーリー
インド駐屯軍のリー大佐は無実の罪で不名誉除隊となり、イギリスに戻ることになる。知らせを受けた4人の息子、ワイアット（ビーノ）、ジェフリー（ボーソン）、クリス（ノージー）、ロドニーは裏に陰謀があると見て、父親と対策を練る。しかし、4兄弟が目を離した隙に、リー大佐は何者かによって自殺に見せかけて殺され、無実を証明する資料が盗まれてしまう。父の名誉を回復するために4人は立ち上がる。事件に関与していると思われる人物に接触するため、ワイアットとロドニーはインドに、クリスは南米に向かう。残ったジェフリーは父の無実を証明できるという父の元部下ドレイクと会うことになっていたが、証言を得る前に何者かによってドレイクが殺されてしまう。
ジェフリーがクリスと合流するために南米に向かうと、そこには恋人リンがいた。事件の関係者と見られる父のかつての部下ラブランド大尉と現地の革命家トーレス、地元の富豪ファノイらと偶然にも知り合いだったリンのつてを使い、ジェフリーとクリスは彼らに接近する。しかし、トーレスは逮捕されて処刑、また真犯人を白状しようとしたラブランドも何者かによって射殺されてしまう。
そんな中、事件の裏には武器の密売が絡んでいること、そして事件を裏で操っているのはアトラス兵器会社で、その社長がリンの父親であることが判明する。4兄弟はリンの父親が旅行で滞在中のアレクサンドリアに集まる。そして父親の罪を確かめたいというリンのはからいで4兄弟はリンの父親と対決する。しかし、アトラス社は実質的にファノイらが経営しており、リンの父親は名前だけの社長であることが判明する。
真の仇がファノイだと分かった4兄弟は、船で逃げようとするファノイを追って、泳いで船に侵入する。ファノイに詰め寄った4兄弟は、ロドニーがファノイに撃たれてかすり傷を負ったものの、ファノイに事件の真相を白状させ、告白書に署名させることに成功する。
ようやく父の名誉は回復された。王から亡き父に授与された勲章を手にした4兄弟をリンが迎え、5人は並んで宮殿を後にする。

## キャスト
- リン・チェリントン: ロレッタ・ヤング
- ジェフリー・リー（ボーソン）: リチャード・グリーン - リー家次男。在米イギリス大使館員。リンの恋人。
- ワイアット・リー（ビーノ）: ジョージ・サンダース - リー家長男。弁護士。
- クリストファー・リー（ノージー）: デヴィッド・ニーヴン - リー家三男。空軍中尉。プレイボーイ。
- ローリング・リー大佐: C・オーブリー・スミス - リー家当主。四兄弟の父。無実の罪で不名誉除隊となり帰国。
- トーレス将軍: J・エドワード・ブロムバーグ（英語版） - 南米の革命家。
- ロドニー・リー（スニックルフリッツ）: ウィリアム・ヘンリー - リー家四男。オックスフォード大学ボート部。
- セバスチャン将軍: ジョン・キャラダイン
- ファノイ: アラン・ヘイル（英語版） - 富豪。
- ラブランド大尉: レジナルド・デニー - リー大佐の部下。
- マーティン・チェリントン: バートン・チャーチル（英語版） - リンの父。アトラス兵器会社社長。
- マルケイヒ: バリー・フィッツジェラルド - リー大佐の従卒。

## エピソード
主演のリチャード・グリーンは本作が実質的な映画デビュー作である（1934年のイギリスのミュージカル映画『Sing As We Go』にエキストラレベルの端役で出演したことはある）。ロンドンの舞台に出演しているところをアレクサンダー・コルダとダリル・F・ザナックに見出され、20世紀フォックスが当時のMGMのスター、ロバート・テイラーに対抗する期待の新人として大抜擢した。結果としてこの映画で多くの女性ファンを獲得し、アイドルスター (matinee idol) として絶大な人気を博した。
実年齢では三男ノージー役のデヴィッド・ニーヴンが次男ボーソン役のリチャード・グリーンより8歳も上であるため、字幕によってはボーソンをノージーの弟としている場合もある。なお、四男ロドニーを演じたウィリアム・ヘンリーの方がリチャード・グリーンよりも実年齢が上であり、4兄弟を演じた中ではリチャード・グリーンが最年少である。